# Drosophila pilatisetae
Drosophila pilatisetae är en tvåvingeart som beskrevs av Elmo Hardy och Kaneshiro 1968. Drosophila pilatisetae ingår i släktet Drosophila och familjen daggflugor.
Artens utbredningsområde är Hawaii.